# Segen-Gottes-Zeche

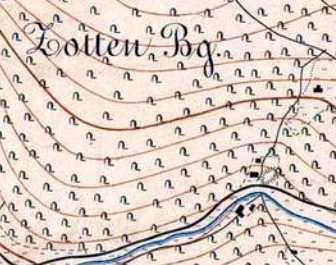
Lage vom Segen-Gottes-Schacht (oben rechts)

Die Segen-Gottes-Zeche und zuletzt JD Nr. 1, 2 und 3 ist eine stillgelegte bergmännische Anlage im Ortsteil Zwittermühl (Háje) der Gemeinde Breitenbach (Potůčky) in Tschechien, die mit längeren Unterbrechungen vom 16. bis zum 20. Jahrhundert betrieben worden ist. Heute erinnern einige bewachsene Abraumhalden und verschüttete Stollnmundlöcher, darunter vom Gottholdstolln, im oberen Schwarzwassers (Černá) an die frühere Zeche.

## Geschichte
Der Zottenberg (Čupřina) bei Zwittermühl fand im 16. Jahrhundert großes Interesse bei Montanunternehmern, die hier reiche Erzgänge vermuteten, nachdem dort einige erzträchtige Klüfte entdeckt worden waren. Die Fundgrube wurde im Jahre 1576 beim zuständigen Bergamt Platten gemutet und unweit des Fahrweges zwischen Streitseifen (Podlesí) und Zwittermühl ein Stolln angelegt. Später als Alter Segen Gottes Stolln bezeichnet. Das Mundloch ist heute verfallen. Aus der Grube wurden bis 1589 etwa 35 kg Silber gefördert. Später wurde einige hundert Meter oberhalb bei 912 m ü. NHN der Obere Segen-Gottes-Stolln angelegt und ca. 600 m südlich davon später ein Kunstschacht abgesenkt. Aufgrund von Problemen mit dem steigenden Grubenwasser und dessen Hebung kamen der Grubenbetrieb jedoch im Jahre 1743 zum Erliegen.
Nachdem 1744 der finanzkräftige böhmische Grenzzolleinnehmer und Stadtschreiber von Platten, Johann Franz Heßler (1693–1770), mit der von ihm gegründeten Plattner Gewerkschaft in den Betrieb der Segen-Gottes-Zeche einstieg, ließ er unterhalb des Zwittermühler Ortszentrums am Schwarzwasser in Richtung Jungenhengst im Jahre 1758 bei 882 m ü. NHN den Gottholdstolln als tiefen Erbstolln in den Zottenberg treiben, der die darüberliegenden Stollnsysteme in Richtung Schwarzwasser entwässerte. Dadurch konnte nunmehr die Erzgänge in einer größeren Teufe ohne ständige Wasserprobleme abgebaut werden. Gefördert wurden Kobalt- und Silbererze und in einem Pochwerk am Schwarzwasser weiterverarbeitet. Von 1745 bis 1770 wurden 402,7 kg Silber und 8,5 t Kobalt ausgebracht.
Nach dem Tod  von Franz Heßler im Jahre 1770 ließ das Interesse an der Grube nach und der Bergbau wurde 1810 eingestellt. 
Nach zwei Versuchen der Neuaufnahmen des Abbaubetriebes, übernahm 1865 der Berggeschworene William Tröger aus Johanngeorgenstadt die Grube. Teilhaber war der Kohlenwerksbesitzer Karl Friedrich Ebert aus Zwickau. Zwei alte Schächte, der Kunstschacht und ein nach Tröger benannter Williamschacht, wurden aufgewältigt und unter dem Gottholdstolln 5 Sohlen aufgefahren. Die aufbereiteten Wismuterze wurde an das Blaufarbenwerk Niederpfannenstiel geliefert. 1874 übernahmen sein Sohn Otto Richard Tröger und sein Bruder Rudolf Tröger die Geschäfte. Nach dem Tod von Karl Friedrich Ebert übernahm sein Sohn Bergingenieur Fritz Ebert die Teilhaberschaft. Nach dem Preissturz beim Wismut wurde der Bergbau 1896 eingestellt.
Zwischen 1901 und 1904 war die Grube wieder in Betrieb und lieferte 5,4 t Wismutmetall.
1918 ist Ernst Emanuel von Silva-Tarouca der Besitzer der Grube. Die Aufbereitung wird aus dem Schwarzwassertal an den Segen Gottes Schacht, der ehemalige Kunstschacht, verlegt. Das gewonnene Wismuterz wurde vor Ort gemahlen, gewaschen und geschmolzen. Bis 1921 wurden Erze mit 280 kg Wismut und 5,5 kg Silber an das Blaufarbenwerk Niederpfannenstiel geliefert.
1923 ging das Bergwerk in den Besitz der neu gegründeten Aktiengesellschaft für Erzeugung von Radium und anderen Metallen in Prag über. Bis 1925 wurden Erze mit verschiedener Gehalte mit einem Inhalt von 554,5 kg Wismut, 2,5 kg Silber und 5,6 kg Cobalt geliefert. 1923 fand auf der Zeche Dreischichtbetrieb statt.  Am 3. Dezember genannten Jahres kam es dabei zu einem Unfall, bei dem der Vorarbeiter Anton Teuser durch eine ca. 100 Meter tiefen Sturz starb.
1928 wurde der Zechenbetrieb eingestellt. Wie fast alle bergmännische Anlagen der Region wurde im Sommer 1946 auch die Segen-Gottes-Zeche bei der Suche nach Uranvorkommen durch die Jáchymovské doly (Joachimsthaler Bergwerke) wieder in Betrieb genommen. Der Segen Gottes Schacht erhielt die Nummer 2 und der Williamschacht die Nummer 3. Im April 1948 wurden die Arbeiten ergebnislos eingestellt und die Schächte 1964 verfüllt.
Der zur Grube gehörende Stolln Heilige Dreifaltigkeit sowie der zugehörige Schacht wurden wischen 1954 und 1956 aufgewältigt und 160 m westlich des Stollns wurde der Stolln 1 neu aufgefahren.